# 4-я парашютная дивизия (вермахт)
4-я парашютная дивизия (нем. 4. Fallschirm-Jäger-Division) — являлась боевым соединением Люфтваффе. Дивизия была создана 5 ноября 1943 года в Италии.

## Боевой путь дивизии
В 1944 году — бои в Италии, в районе Анцио, на подступах к Риму, отступление на север Италии.
В 1945 году — бои в районе Вероны. 3 мая 1945, как и все немецкие войска в северной Италии, сдалась в плен американо-британским войскам.

## Состав дивизии
- 10-й парашютный полк (Fallschirm-Jäger-Regiment 10)
- 11-й парашютный полк (Fallschirm-Jäger-Regiment 11)
- 12-й парашютный полк (Fallschirm-Jäger-Regiment 12)
- 4-й артиллерийский полк (Fallschirm-Artillerie-Regiment 4)
- 4-й противотанковый батальон (Fallschirm-Panzer-Jäger-Abteilung 4)
- 4-й минометный батальон (Fallschirm-Granatwerfer-Bataillon 4)
- 4-й зенитный батальон (Fallschirm-Flak-Abteilung 4)
- 4-й инженерный батальон (Fallschirm-Pionier-Bataillon 4)
- 4-й батальон связи (Fallschirm-Luftnachrichten-Abteilung 4)
- 4-й запасный батальон (Fallschirm-Feldersatz-Bataillon 4)
- 4-й санитарный батальон (Fallschirm-Sanitäts-Abteilung 4)

## Командир дивизии
- 4 октября 1943 — 4 мая 1945 — полковник (с июля 1944 — генерал-майор, с апреля 1945 — генерал-лейтенант) Хайнрих Треттнер (Heinrich Trettner)